# Tryton
Tryton 是一套三層式架構的高階通用電腦應用平台，透過一系列 Tryton 模組建立 企業資源規劃（ERP）業務解決方案。  
三層架構由 Tryton 客戶端、Tryton 伺服器與資料庫管理系統（主要為 PostgreSQL）組成。

## 授權
該平台與其官方模組皆為自由軟體，採用 GPL-3.0 或更高版本 授權。

## 模組與功能涵蓋
官方模組涵蓋以下功能領域：
- 財務會計
- 銷售
- 存貨與庫存管理
- 分析會計
- 客戶關係管理（CRM）
- 採購
- 供應鏈
- 製造資源規劃
- 出貨
- 專案管理
- 訂閱管理
- 第三方整合

完整模組與功能文件請參見官方文件網站：

## 技術特色
客戶端與伺服器皆以 Python 編寫，客戶端採用 GTK+ 圖形界面工具包，支援 Linux、OS X 和 Windows。  
另有基於 JavaScript 並使用 jQuery 與 Bootstrap(前端框架) 的網頁客戶端「sao」。
核心提供大多數商業應用所需的技術基礎，但不與任何特定功能領域綁定，因此構成一個通用框架：
- 資料持久性：透過名為 Model 的存取器物件來建立、遷移與存取資料記錄
- 使用者管理：內建使用者群組、模型與記錄層級的存取控制
- 工作流程應用：可在任何業務模型中啟用流程
- 報表引擎：基於 relatorio，使用 ODT 作為模板，產生 ODT 或 PDF 報表
- 國際化：支援多語言，可從客戶端介面直接新增翻譯
- 歷史資料：可記錄模型的歷史數據，並回溯存取過往記錄
- 支援 XML-RPC 與 JSON-RPC 通訊協定
- 資料庫獨立性：透過 python-sql 實現，支援 SQLite 作為測試後端
- 內建自動遷移機制：自動更新資料庫結構，不需人工操作。每一系列內部版本無需遷移
- 高度模組化：模組設計允許分層概念與靈活擴充，加快客製化開發

作為一個框架，Tryton 可用於開發其他類型解決方案，例如 GNU Health（一套以 Tryton 為基礎的自由健康與醫院資訊系統）。

## 起源與歷史
Tryton 起源於對 TinyERP（後來改名為 OpenERP，現稱 Odoo）4.2 版本的分支，首個版本於 2008 年 11 月發佈。

## 專案管理與治理

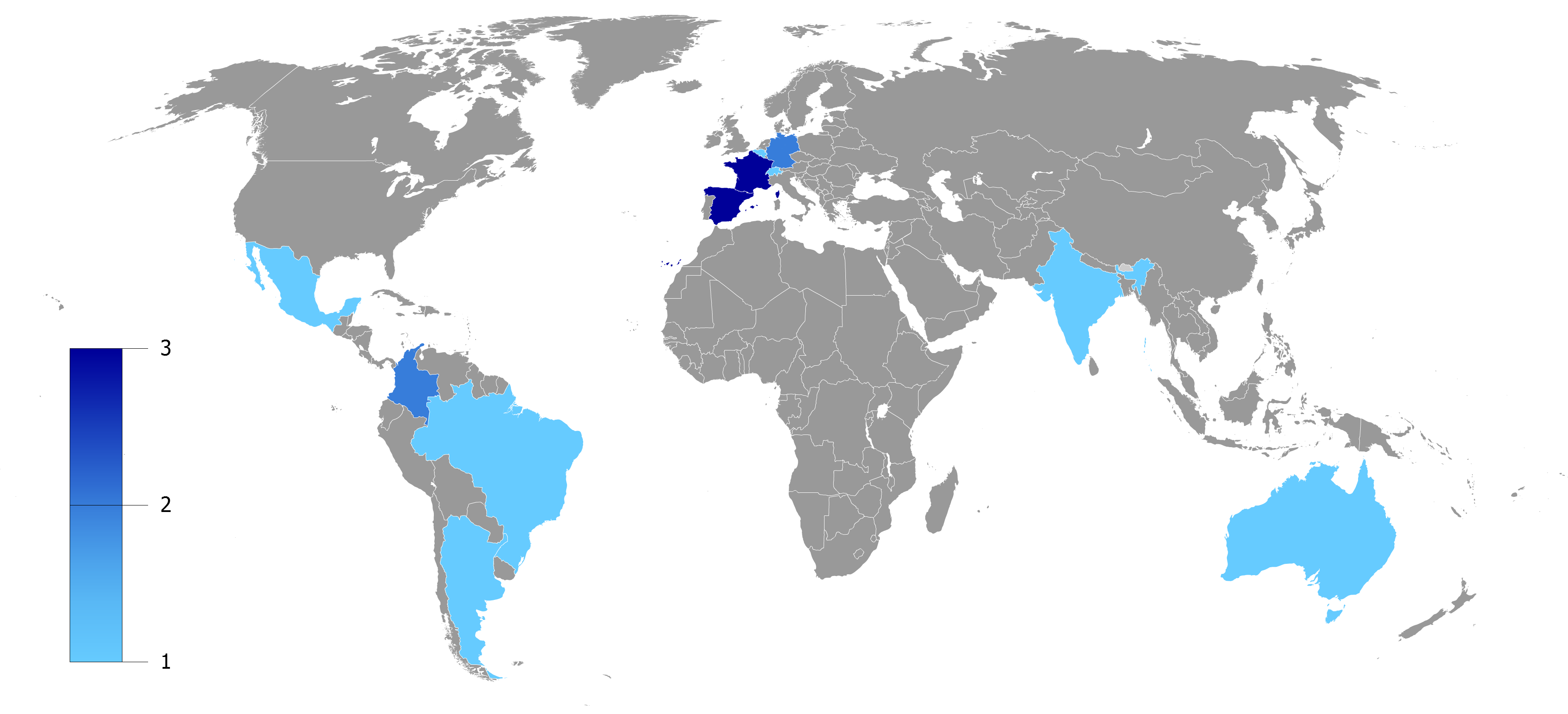
Tryton 專案服務公司的全球分布圖（2015年）

不同於其原始項目與其他開源商業軟體，Tryton 創辦人未建立合作夥伴網絡，而是依循 PostgreSQL 的例子，由一個公司聯盟所推動。 截至 2015 年 8 月，共有來自全球的 17 間公司支持，包括法國 3 間、西班牙 3 間、哥倫比亞 2 間、德國 2 間、阿根廷 1 間、澳洲 1 間、比利時 1 間、巴西 1 間、印度 1 間、墨西哥 1 間、瑞士 1 間。
自 2012 年 12 月起，該專案由「Tryton 基金會」支援，為一個比利時的私人基金會，以非營利為宗旨。其任務包括：
- 發展與支持會議、聚會與社群活動
- 維護 tryton.org 網站基礎設施
- 組織社群與支持者
- 管理與推廣 Tryton 商標

Tryton 的發行流程以「系列」為單位。每個系列以前兩位版本號為識別（如 1.0 或 1.2），共用相同的 API 與資料庫結構。每六個月發佈新系列，舊系列會根據錯誤修正釋出新版本。 每個系列維護 1 年，每 5 個系列為期 5 年的長期支援版本。

## 名稱
Tryton 的名稱源於神話中的特里同（波塞頓與安菲特里忒之子）與 Tryton 的實作語言 Python 的結合。

## 外部連結
- 官方网站